# Christian Gerhaher

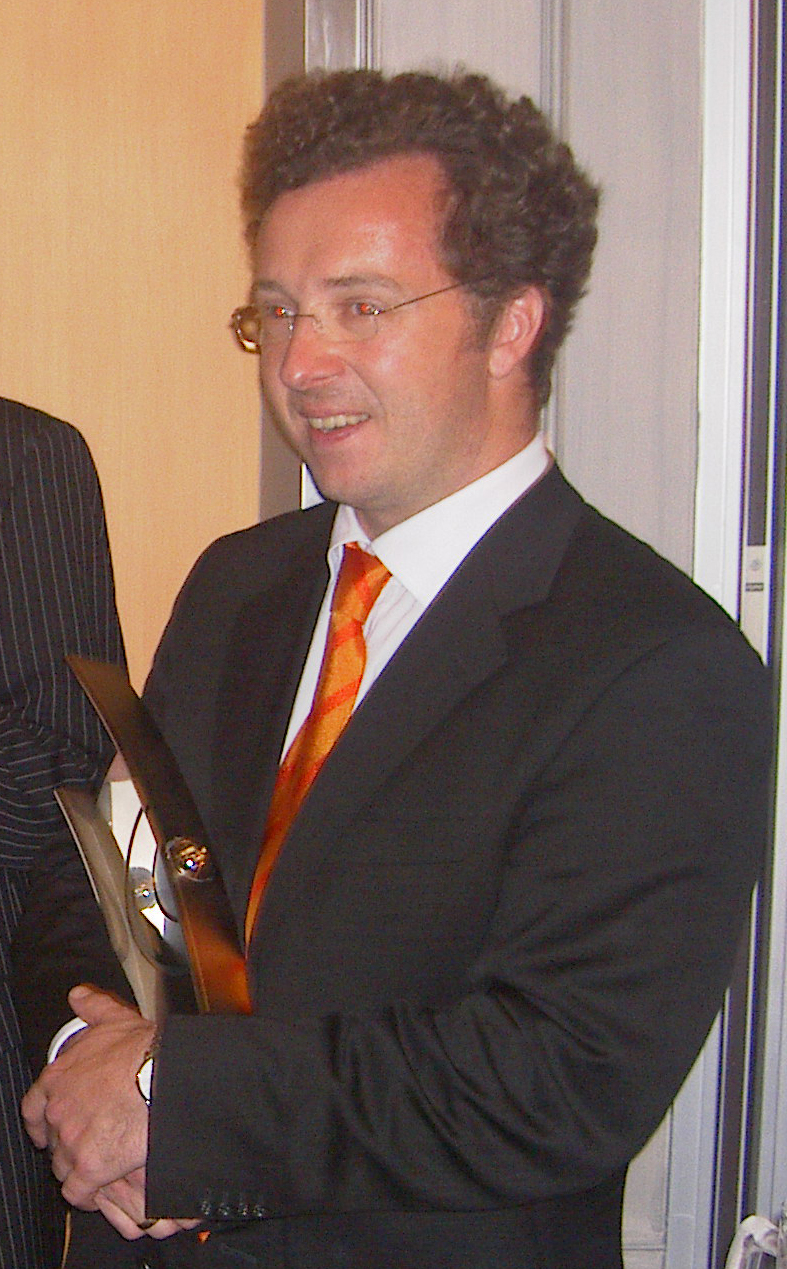
En la entrega del Premio ECHO 2004.

Christian Gerhaher (Straubing, Alemania, 1969) es un barítono alemán especialmente destacado como recitalista y en repertorio de cámara. 
Es doblemente ganador del Premio ECHO alemán y del Premio inglés Gramophone, y en 2009 fue merecedor del Premio Echo "Cantante clásico del año".

## Trayectoria
Estudió violín y viola y posteriormente canto con Paul Kuen y Raimund Grumbach en Múnich, doctorándose además en medicina y filosofía en Roma y Munich. 
Participó en varias clases magistrales con Dietrich Fischer-Dieskau, Elisabeth Schwarzkopf e Inge Borkh.
En 1998 ganó el Prix International Pro Musicis motivando debuts en Feldkirch y el Carnegie Hall de Nueva York. 
Integró el elenco de la ópera de Würzburg entre 1998-2000 y actúa regularmente en Alemania, Austria, Suiza, Francia, Reino Unido, Estados Unidos, España y Holanda. Ha cantado en la Wiener Staatsoper, Wigmore Hall, Carnegie Hall, Ópera de la Bastilla, Concertgebouw, etc.
En ópera se destaca como Wozzeck, Pelleas, Agamenon, Orfeo, Ulises, Fígaro, Guglielmo, Posa, Ford, Wolfram y Papageno. 
En repertorio sinfónico-coral en los oratorios y sinfonías de Bach, Britten, Fauré, Schumann y Mahler.
Su repertorio en Lieder es muy vasto y abarca Beethoven, Brahms, Mozart, Schubert, Schumann, Richard Strauss, Britten, Martin, Loewe, Martin, Hugo Wolf, etc.
Se destaca su colaboración con el pianista Gerold Huber en recitales y grabaciones.
Participó con la mezzosoprano sueca Anne Sofie von Otter en el disco homenaje a compositores que perecieron en el campo de concentración de Terezín.
Ha trabajado con directores de la talla de Herbert Blomstedt, Nikolaus Harnoncourt, Neville Marriner, Helmuth Rilling, Heinz Holliger, Trevor Pinnock, Riccardo Muti, Simon Rattle, Kent Nagano, Riccardo Chailly, Mariss Jansons, Christian Thielemann, Daniel Harding y Gustavo Dudamel. 
Es profesor en la Hochschule für Musik und Theater München (Escuela Superior de Música de Múnich).
Vive en Múnich con su esposa y tres hijos.

## Premios
- 1998 Prix International Pro Musicis - Paris/New York.

- 2002 Deutschen Schallplattenpreis Echo Klassik / Winterreise.

- 2004 Echo Klassik / Die Schöne Müllerin

- 2006 NDR Musikpreis

- 2006: Gramophone Award

- 2009: BBC Music Magazine Award / Schumann- Melancholie

- 2009: Echo Klassik, Cantante del año.

## Discografía
- Bach: Christmas Oratorio / Nikolaus Harnoncourt
- Bach: h-Moll-Messe, BWV 232, Helmuth Rilling
- Brahms: Vier ernste Gesänge, op. 121, Schubert: Gesänge des Harfners, op. 12, D 478, Frank Martin: Sechs Monologe aus Jedermann, Christian Gerhaher, Gerold Huber
- Brahms: Ein deutsches Requiem, Christian Thielemann
- Britten: War Requiem / Rilling, Dasch, Taylor, Gerhaher
- Haydn: Die Schöpfung / Harnoncourt, Röschmann, Schade, Gerhaher
- Mahler: Das Lied von der Erde / Nagano - Klaus Florian Vogt, Christian Gerhaher
- Mahler: Lieder; Schoenberg: Chamber Symphony / Gerhaher
- Mahler: Lieder, Rückert-Lieder, Huber
- Orff: Carmina Burana / Simon Rattle, Berlin Po, Et Al
- Schubert: Abendbilder / Christian Gerhaher, Gerold Huber
- Schubert: Die schöne Müllerin / Gerhaher, Huber
- Schubert: Schwanengesang / Gerhaher, Huber
- Schubert: Winterreise / Christian Gerhaher, Gerold Huber
- Schumann: Dichterliebe, Etc / Gerhaher, Huber
- Schumann: Liederkreis y Lieder / Gerhaher, Huber
- Schumann: Das paradies und die Peri / Harnoncourt
- Terezin | Theresienstadt / Anne Sofie von Otter, etc.
- Weber: Der Freischütz / Weil